# Copia originale
Copia originale (Can You Ever Forgive Me?) è un film del 2018 diretto da Marielle Heller con protagonisti Melissa McCarthy e Richard E. Grant.
La pellicola è l'adattamento cinematografico delle memorie Can You Ever Forgive Me? Memoirs of a Literary Forger di Lee Israel (1939-2014), biografa e falsaria.

## Trama
Dopo essere caduta in disgrazia, per pagare l'affitto la biografa Lee Israel decide di contraffare delle lettere di alcuni scrittori e di varie celebrità decedute. Quando le falsificazioni cominciano a sollevare dei sospetti, decide di rubare le vere lettere dagli archivi delle biblioteche e di venderle attraverso un ex detenuto incontrato in un bar, mentre l'FBI è in procinto di fermare la truffa.

## Produzione
Nell'aprile 2015 il film prevede Nicole Holofcener alla regia e Julianne Moore come protagonista, ma nel luglio dello stesso anno la Moore esce dal progetto. Nel maggio 2016 Melissa McCarthy viene scelta per il ruolo della protagonista, con Marielle Heller alla regia e la sceneggiatura di Nicole Holofcener.

### Riprese
Le riprese del film iniziano nel gennaio 2017 a New York e terminano il 2 marzo seguente.

## Promozione
Il primo trailer del film viene diffuso il 16 marzo 2018.

## Distribuzione
Il film è stato presentato in anteprima mondiale al Telluride Film Festival il 1º settembre 2018 e la settimana seguente al Toronto International Film Festival. È stato distribuito nelle sale cinematografiche statunitensi a partire dal 19 ottobre 2018 ed in quelle italiane dal 21 febbraio 2019.

## Riconoscimenti
- 2019 - Premio Oscar[7]
  - Candidatura per la migliore attrice protagonista a Melissa McCarthy
  - Candidatura per il miglior attore non protagonista a Richard E. Grant
  - Candidatura per la miglior sceneggiatura non originale a Nicole Holofcener e Jeff Whitty
- 2019 - Golden Globe[8]
  - Candidatura per la migliore attrice in un film drammatico a Melissa McCarthy
  - Candidatura per il miglior attore non protagonista a Richard E. Grant
- 2018 - Chicago Film Critics Association[9]
  - Miglior attore non protagonista a Richard E. Grant
- 2018 - Gotham Independent Film Awards[10]
  - Candidatura per il miglior attore a Richard E. Grant
- 2018 - Los Angeles Film Critics Association[9]
  - Miglior sceneggiatura a Nicole Holofcener e Jeff Whitty
- 2018 - National Board of Review[11]
  - Migliori dieci film dell'anno
- 2018 - New York Film Critics Circle Awards[12]
  - Miglior attore non protagonista a Richard E. Grant
- 2018 - Philadelphia Film Critics Circle[9]
  - Miglior attore non protagonista a Richard E. Grant
- 2018 - San Diego Film Critics Society Awards[13]
  - Miglior attore non protagonista a Richard E. Grant
  - Candidatura per la miglior attrice a Melissa McCarthy
  - Candidatura per la migliore sceneggiatura adattata a Nicole Holofcener e Jeff Whitty
- 2019 - British Academy Film Awards[14][15]
  - Candidatura per la migliore sceneggiatura non originale a Nicole Holofcener e Jeff Whitty
  - Candidatura per la migliore attrice protagonista a Melissa McCarthy
  - Candidatura per il miglior attore non protagonista a Richard E. Grant
- 2019 - Critics' Choice Awards[16]
  - Candidatura per la migliore attrice a Melissa McCarthy
  - Candidatura per il miglior attore non protagonista a Richard E. Grant
  - Candidatura per la miglior sceneggiatura non originale a Nicole Holofcener e Jeff Whitty
- 2019 - Independent Spirit Awards[17][18]
  - Miglior sceneggiatura a Nicole Holofcener e Jeff Whitty
  - Miglior attore non protagonista a Richard E. Grant
- 2019 - Satellite Award[19][20]
  - Miglior attore non protagonista a Richard E. Grant
  - Miglior sceneggiatura non originale a Nicole Holofcener e Jeff Whitty
  - Candidatura per la miglior attrice in un film drammatico a Melissa McCarthy
- 2019 - Screen Actors Guild Award[21]
  - Candidatura per la miglior attrice cinematografica a Melissa McCarthy
  - Candidatura per il miglior attore non protagonista a Richard E. Grant
- 2019 - Writers Guild of America Award[22][23]
  - Miglior sceneggiatura non originale a Nicole Holofcener e Jeff Whitty